# الجامعة الملكية المغربية لكرة السلة
الجامعة الملكية المغربية لكرة السلة هي الجهة المسؤولة عن إدارة كل أنشطة كرة السلة في المغرب، تأسست سنة 1956 وتشمل الأندية الممارسة لكرة السلة بالمغرب، كما تسهر على تنظيم ممارسة وتحديد القواعد التقنية المطبقة على ممارستها. وهي عضو في الاتحاد الدولي لكرة السلة، وفي الاتحاد الإفريقي لكرة السلة.

## المهام
تهتم الجامعة الملكية المغربية لكرة السلة بالمهام التالية :
- الانخراط في الاتحاد الأفريقي لكرة السلة.[4]

## التكوين
تتكون الجامعة الملكية المغربية لكرة السلة من أعضاء نشطين وأعضاء شرفيين:

### الأعضاء النشيطون
- العصب الجهوية والجمعيات الرياضية والشركات الرياضية المنخرطة في النظام الأساسي والأنظمة العامة للجامعة الملكية المغربية لكرة السلة.
- الأشخاص الذاتيين الذين تسلمهم الجامعة مباشرة انجازات وفقا للنصوص التنظيمية الجاري بها العمل.

### الأعضاء الشرفيون
- الأشخاص الذاتيين والمعنويين الذين قدمو أو يقدمون خدمات لفائدة رياضة كرة السلة.
- الأعضاؤ المغاربة بالمكاتب التنفيذية للاتحاد الدولي لكرة السلة والاتحاد الأفريقي لكرة السلة.

## المنتخب الوطني
منتخب المغرب لكرة السلة هو ممثل المغرب الرسمي في المنافسات الدولية في كرة السلة. ينتمي إلى منطقة الاتحاد الأفريقي لكرة السلة. انضم إلى الاتحاد الدولي لكرة السلة في عام 1936. وشارك في :
- بطولة أفريقيا لكرة السلة
- كرة السلة في الألعاب الأولمبية
- بطولة أفريقيا لكرة السلة

## وصلات خارجية
- الموقع الرسمي